# Wells Fargo Center (Portland)

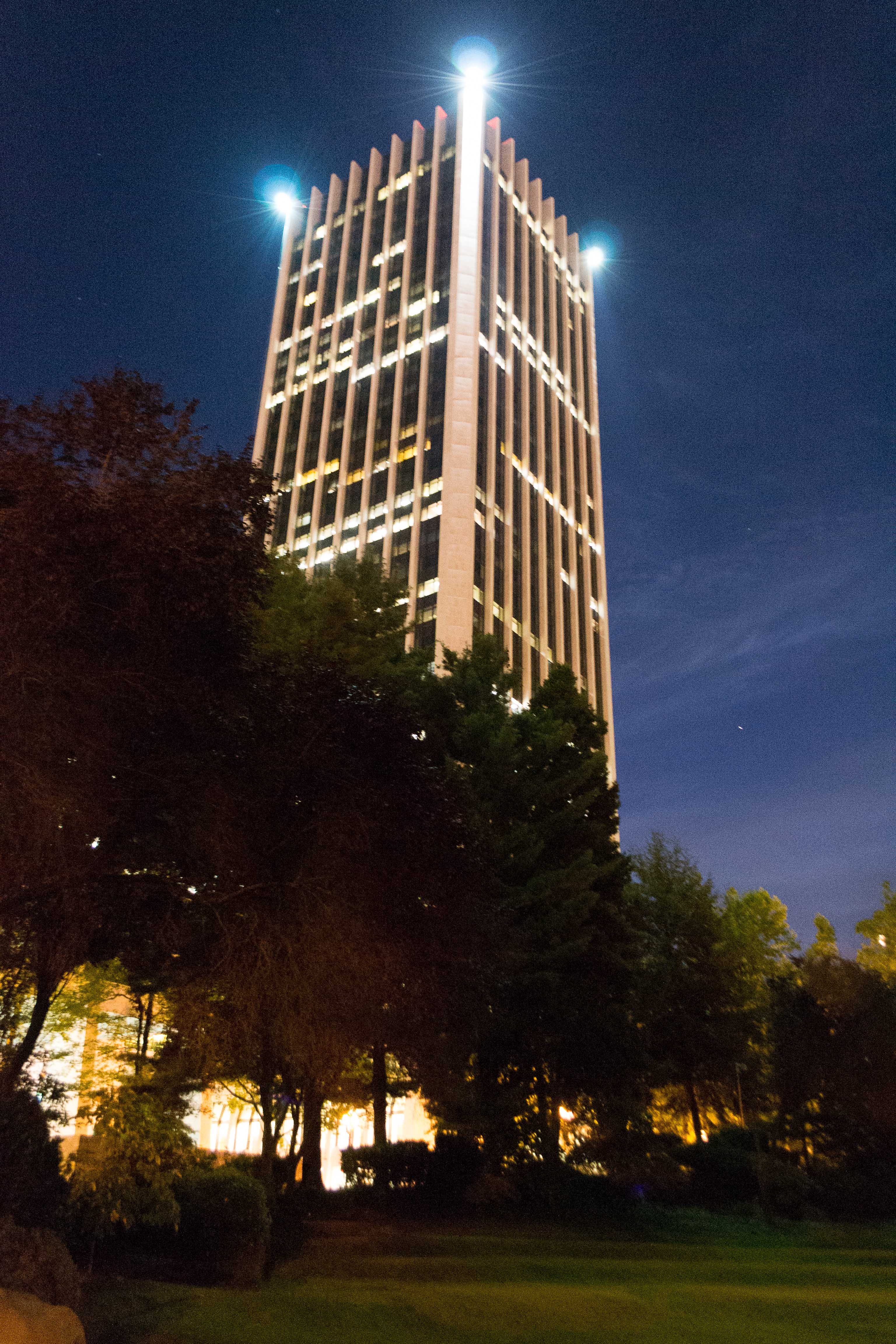
Iluminación nocturna del Wells Fargo Center de Portland

Wells Fargo Center es un rascacielos de Portland, la ciudad más poblada del estado Oregón (Estados Unidos). Con 40 pisos y 166,4 metros de altura, es el edificio más alto de Portland y de Oregón desde que se completó en 1972. Fue diseñado por el estudio de arquitectura  Charles Luckman Associates

## Historia
El edificio y un axexo de cinco pisos con el qu está conectado fueron diseñados por Charles Luckman and Associates. Originalmente llamado First National Bank Tower, se inauguró el 17 de abril de 1972, y se dedicó formalmente el 25 de mayo de 1972. En ese momento, el banco ocupaba los primeros 21 pisos de la torre y todo el edificio conectado de cinco pisos, que se conoce como el Data Processing Building.  El nombre se cambió a First Interstate Tower en 1980 o 1981, después de que Western Bancorporation, el padre del First National Bank of Oregon, cambiara su nombre a First Interstate Bancorp. El nombre actual fue adoptado después de que Wells Fargo comprara First Interstate en 1996. Tras su apertura en 1972, el Wells Fargo Center eclipsó a todos los demás edificios de Downtown Portland. La protesta pública por la escala de la torre y el potencial de un nuevo desarrollo para bloquear las vistas de Mount Hood llevó a restricciones de altura en todos los nuevos desarrollos.
Las áreas públicas se sometieron a una extensa renovación en 2001, incluida la adición de más espacio comercial. Las renovaciones se completaron en 2002 a un costo de 35 millones de dólares. Centrado en el área del vestíbulo, el trabajo incluyó la adición de una exhibición sobre la historia del banco. El centro había sido la sede de Willamette Industries hasta 2003, cuando Weyerhaeuser compró esa empresa. En noviembre de 2017, Starwood Capital Group compró la torre y el edificio de carruajes adyacentes a Wells Fargo.

## Detalles
Wells Fargo Center alberga la sede regional de Wells Fargo Bank desde 1997. La torre está ubicada en el Downtown Portland, en el bloque delimitado por las avenidas Southwest Fourth y Fifth entre Southwest Columbia y Jefferson Streets. Una vía aérea conecta la torre con el edificio de procesamiento de   datos de cinco pisos adyacente, que también forma parte del Wells Fargo Center. El edificio de 40 pisos es el edificio más alto de Oregón, y el tercer edificio de oficinas más grande con 53.636 m². El vestíbulo principal del banco alberga una auténtica diligencia de 1870 de Wells Fargo.
Los detalles arquitectónicos incluyen un amplio uso de mármol. Hay un total de 5.600 m² de mármol blanco de la cordillera italiana de los Apeninos, con un espesor en la base de 19 mm. El exterior del edificio tiene columnas de vidrio teñido de bronce, mármol blanco italiano y aluminio anodizado que recorren toda la altura del edificio.

## Recepción
El diseño del edificio ha sido criticado por una variedad de problemas arquitectónicos. Ivan Doig, que escribió sobre Portland para The New York Times en 1976, dijo que el edificio era "enorme, elegante y sin rasgos distintivos".

## Museo
Una sucursal del Museo de Historia de Wells Fargo se encuentra en el vestíbulo del edificio. Las exhibiciones del museo incluyen una diligencia de 1854, equipo de telégrafo y minería, y exhibiciones sobre el uso de barcos de vapor por parte de la compañía a lo largo de los ríos Columbia y Willamette.